# Kadzice
Kadzice – wieś w Polsce położona w województwie małopolskim, w powiecie proszowickim, w gminie Proszowice.
Wieś wielkorządców krakowskich w powiecie proszowickim województwa krakowskiego w końcu XVI wieku. W latach 1975–1998 miejscowość administracyjnie należała do województwa krakowskiego.
Wieś należy po części do parafii pw. św. Wojciecha w Kościelcu oraz do parafii pw. Najświętszej Maryi Panny Królowej Polski w Klimontowie.

## Zabytki
- Kapliczka przy drodze do Ostrowa z przeł. XIX/XX wieku, przebudowana w 1975. Murowana, na rzucie prostokąta z dwuspadowym daszkiem o pokryciu dachówkowym. Ściana frontowa zwieńczona trójkątnym szczytem z krzyżem na osi.
- Figurka przydrożna z 1849, przedstawia rzeźbę św. Jana Nepomucena na kanelowanej kolumnie.
- Figurka przydrożna z 1904 z rzeźbą Matki Boskiej Niepokalanie Poczętej na filarowym postumencie, fundacji Jędrzeja i Franciszki Sekundów.
- Krzyż przydrożny, kamienny z 1937, krzyż ułamany, pozostał sam filarowy postument. Napis na filarze Wieczny odpoczynek racz im dać panie. Fun. Włościan wsi Kadzice 1937.